# 薛城镇
薛城镇，是中华人民共和国四川省阿坝藏族羌族自治州理县下辖的一个乡镇级行政单位。2019年12月，撤销木卡乡，将其所属行政区域划归薛城镇管辖。 区域面积299.1平方千米。

## 行政区划
薛城镇下辖以下地区：
薛城镇社区、较场村、沙金村、欢喜村、箭山村、甲米村、塔子村、水塘村、大岐村、小岐村、马山村和南沟村。